# Escuelas Públicas de Mesa
Las Escuelas Públicas de Mesa (Mesa Public Schools o Mesa Unified School District #4) es un distrito escolar de Arizona. Tiene su sede en Mesa. Sirve Mesa y partes de Chandler y Tempe.
En 2015 el consejo escolar aprobó una nueva política sobre discusión. Durante los reuniones del consejo, cada padre o miembro del público puede, por tres minutos, hablar de cualquier tema sobre el distrito.